# Flag in the Ground
Flag in the Ground – jedenasty singel fińskiego zespołu power metalowego Sonata Arctica. Pochodzi z najnowszej płyty zatytułowanej The Days of Grays.

## Spis utworów
- Flag in the Ground - 4:10

## Twórcy
- Tony Kakko – wokal
- Elias Viljanen – gitara
- Henrik Klingenberg – instrumenty klawiszowe
- Tommy Portimo - instrumenty perkusyjne
- Marko Paasikoski – gitara basowa